# برونو برويار
برونو برويار (بالإنجليزية: Bruno Bruyere)‏ مواليد 31 ديسمبر 1965 في إقليم بروكسل العاصمة، هو دراج بلجيكي سابق.

## روابط خارجية
- برونو برويار على موقع أرشيف الدراجات (الإنجليزية)
- برونو برويار على موقع إحصائيات الدراجات الإحترافية (الإنجليزية)